# Kobiety mafii (film 1997)
Kobiety mafii (ang. Bella Mafia) – amerykański telewizyjny film sensacyjny z 1997 na podstawie powieści Lydii La Plante.

## Treść
Gangsterska rodzina Luciano postanawia przenieść swoje interesy z Włoch do Ameryki. Jednak brak chęci dzielenia się zyskami doprowadza do konfliktu z inną mafijną rodziną. Żona jednego z poległych gangsterów – Sophia razem z matkami i żonami zmarłych członków mafii poprzysięgają zemstę. Kobiety mafii biorą sprawy w swoje ręce i przejmują rodzinny interes, bezlitośnie walcząc o przywrócenie dobrego imienia rodziny.

## Główne role
- Vanessa Redgrave – Graziella Luciano
- Dennis Farina – Don Roberto Luciano
- Nastassja Kinski – Sophia Luciano
- Jennifer Tilly – Moyra Luciano
- Illeana Douglas – Teresa Luciano
- James Marsden – Luka
- Gina Philips – Rosa Luciano